# Ultra trail

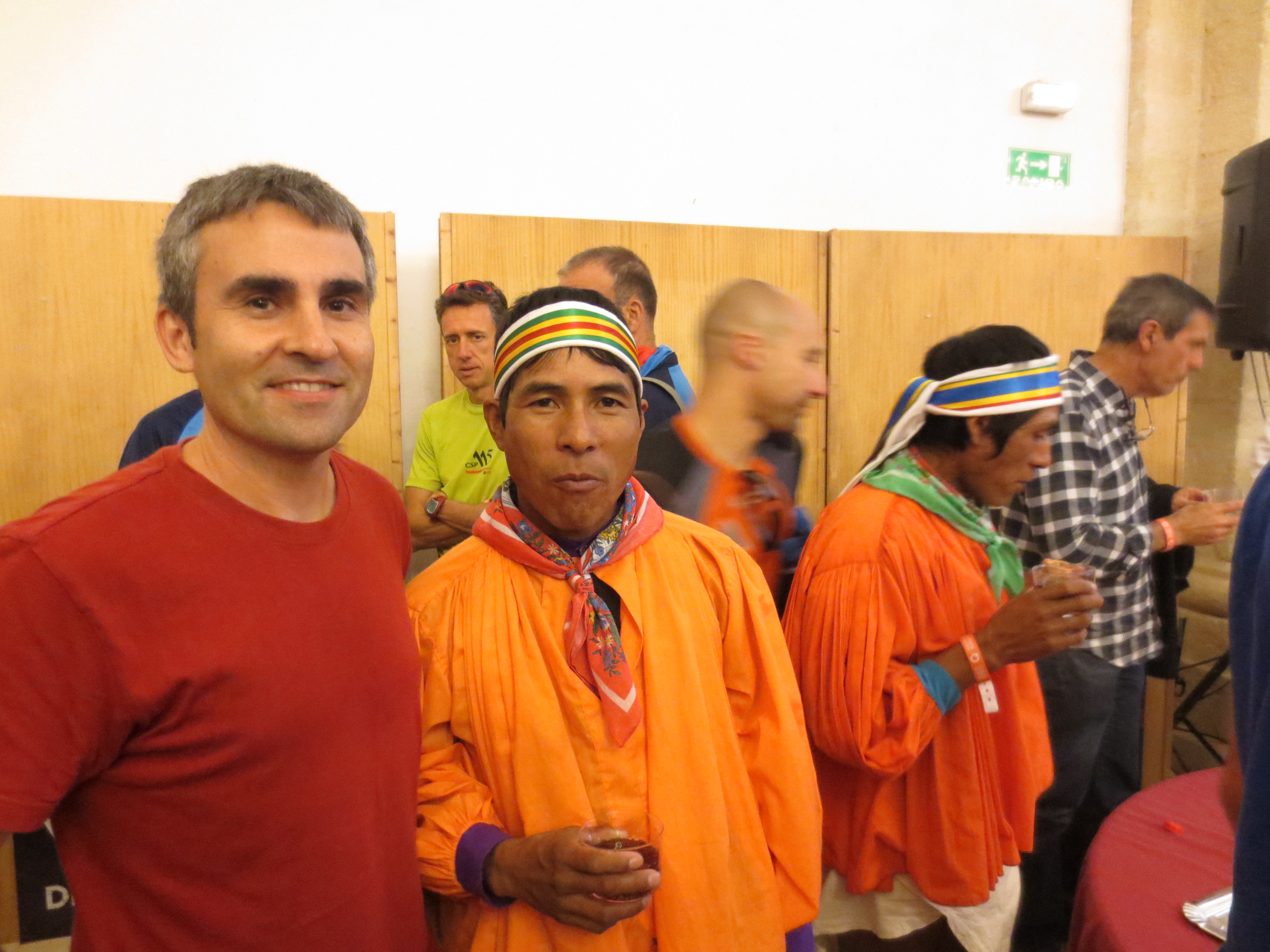
Los tarahumaras Silvino Cubesare y Arnulfo Quimare en 2014 en la desaparecida carrera de 154 km en 3 etapas Quixote Legend (Leyenda Trail ha tomado su relevo) por la Sierra de Segura, donde Silvino quedó segundo de la general por tan solo 3 segundos de diferencia con el ganador, el portugués Pedro Marqués.
La tercera posición fue para Juanjo Larrotcha, que se puede ver al fondo de la foto con una camiseta verde de la CSP 115, carrera en la que un año después se proclamaría campeón de España de ultra trail en la categoría de veteranos.

Las ultra trails, carreras de ultrafondo, o carreras ultras, comúnmente conocidas como ultras, son carreras de montaña con distancias de ultrafondo. Su característica principal es que se desarrollan bien en montaña o según los criterios de la Asociación Internacional de Carrera de Montaña (ITRA, Asociación Internacional de Carrera de Montaña) en un medio natural con un recorrido que tenga como máximo el 20 % de asfalto. La clasificación de las carreras de trail running se basa en su longitud, hablando de trail hasta los 42 km y de ultra trail a partir de esa distancia, existiendo tres subcategorías:
- Ultra trail medio (M): de 42 a 69 km.

- Ultra trail largo (L):  de 70 a 99 km.

- Ultra trail extra largo (XL): 100 km o más.

El origen de las carreras modernas de ultrafondo por montaña se considera que tuvo lugar en la Western States de 1974, una carrera ecuestre de 100 millas de recorrido por montaña desde la estación de esquí de Squaw Valley, a la localidad antaño ligada a la fiebre del oro de Auburn y que Gordy Ainsleigh, un mes antes de la carrera y ante la cojera de su caballo decidió hacerla corriendo, tomando la salida en un caluroso día de agosto junto a 200 caballos, dos de los cuales morirían por golpe de calor, completándola en 23 h y 47 min.  
Una característica de estas carreras salvo contadas excepciones es su reducido cupo, debido a que suelen pasar por entornos naturales protegidos por su especial belleza y aislamiento. Las carreras más importantes suelen ser de distancias de 100 millas (que equivalen a 161 km), aunque un factor tan o más importante que la distancia a recorrer es el desnivel acumulado a salvar, que en muchos casos supera los 10.000 m positivos y otros tantos de bajada. Las grandes distancias y desniveles a salvar en las carreras de ultrafondo, hacen que el andar sea un recurso más que debe emplear el corredor en función de la pendiente.

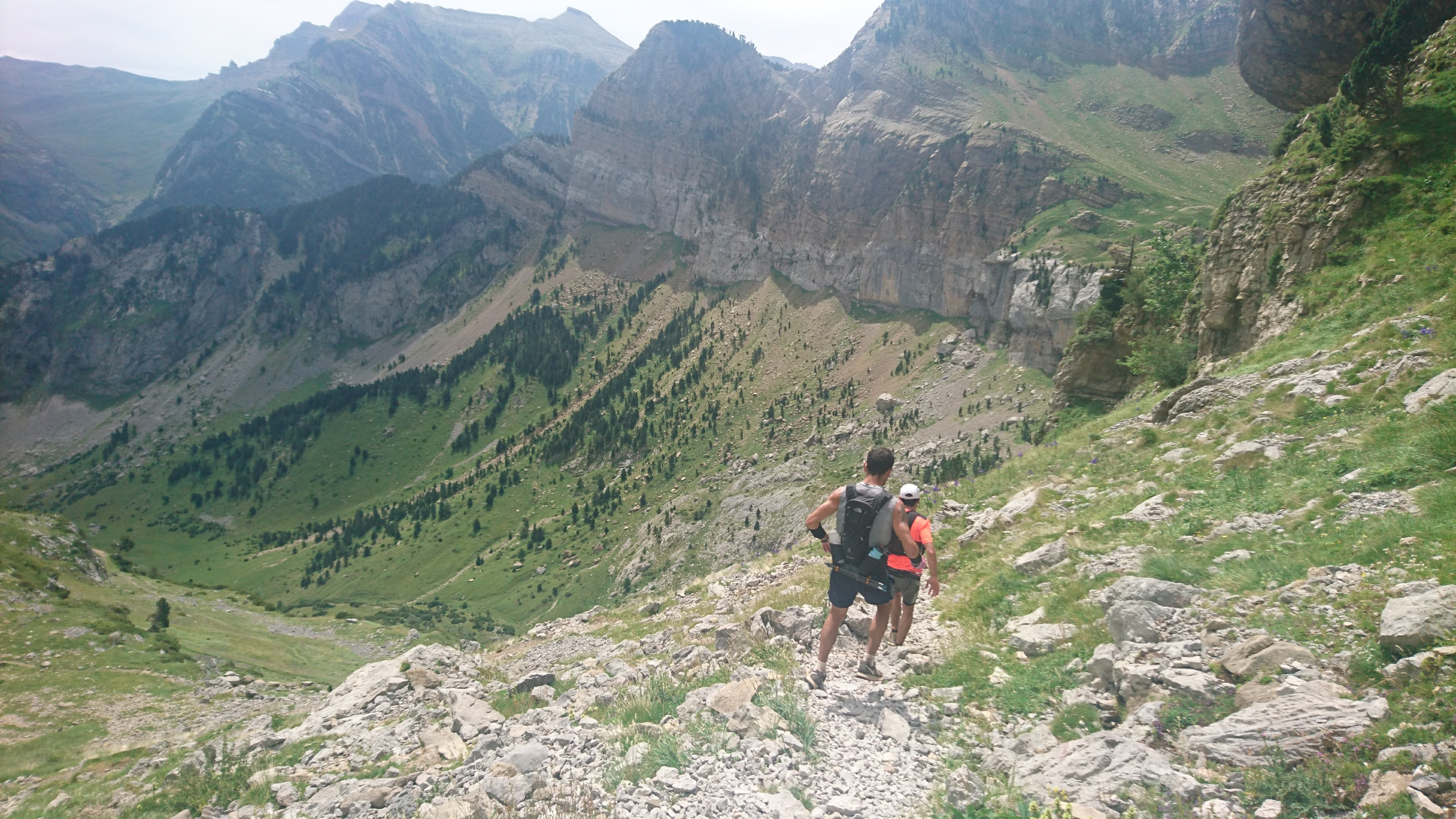
El primer corredor por la espalda es Miquel Capó, en 2017 durante la quinta etapa de PirineosFit Endurance, carrera de 234 km y 15.000 m+ en 6 etapas, en la que quedó segundo de la general, tras el portugués Carlos Sá, que se proclamó campeón.

Al desarrollarse en terreno montañoso y normalmente en régimen de semi-autosuficiencia (con avituallamientos para reponer fundamentalmente líquido y algo de comida), hay que ir preparado con el material adecuado para enfrentarse a duras subidas, bajadas muy técnicas y frecuentemente a una o incluso dos noches de carrera sin dormir. También hay pruebas que se desarrollan por etapas en varios días, siendo quizás la más conocida de esta modalidad el Marathon des Sables (MDS), que con una distancia de 250 km se desarrolla durante 6 etapas por el desierto del Sáhara marroquí.

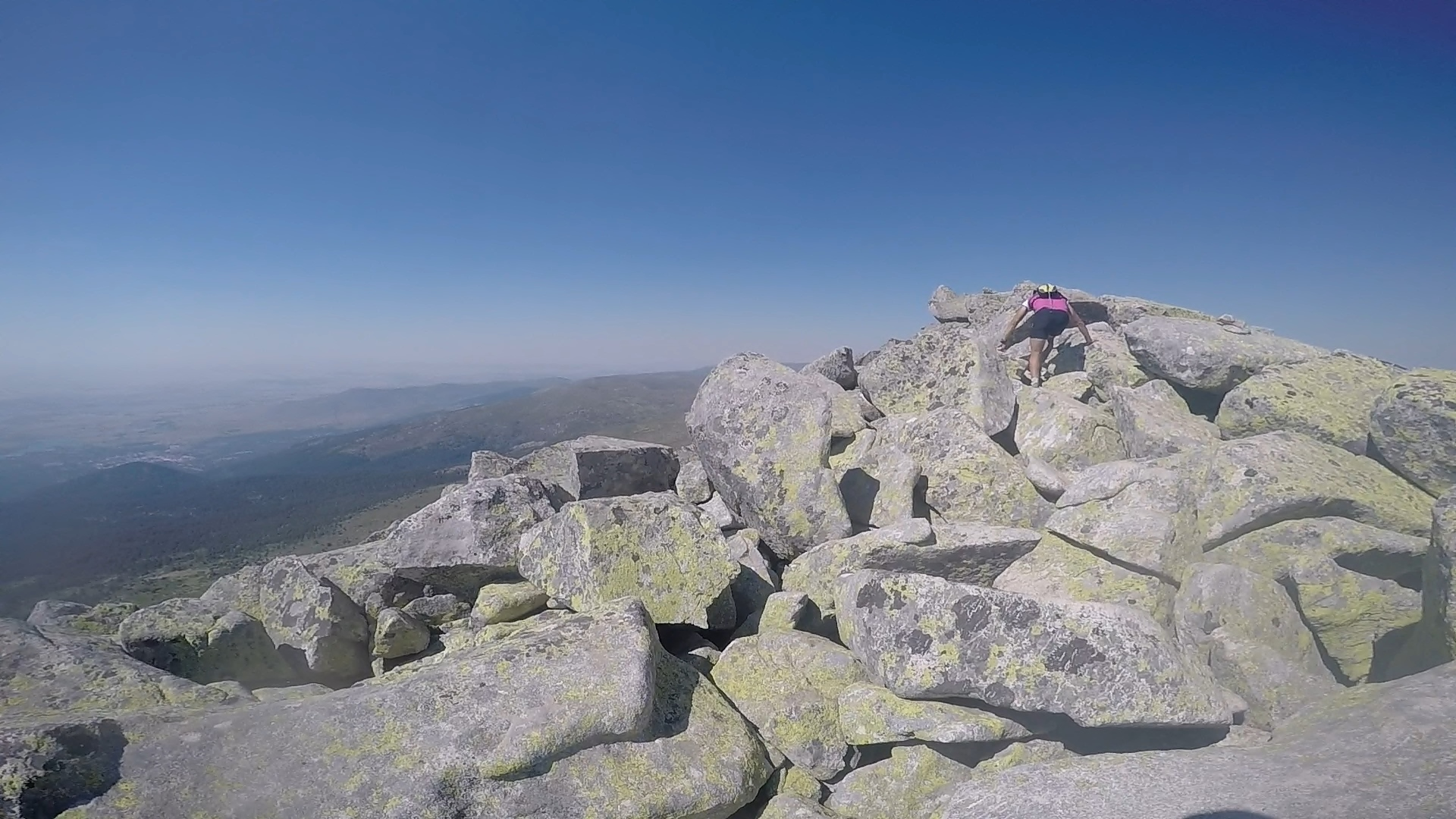
Paso por el Risco de los Claveles en el Gran Trail de Peñalara de 2015.

El Ultra Trail del Mont Blanc (UTMB), una carrera en "non-stop" cuyo recorrido pasa por tres países (Francia, Italia y Suiza), está considerado la meca de las carreras por montaña y todos los años miles de corredores populares de todo el mundo sueñan con poder estar en la línea de salida. Hay un reducido cupo para los atletas de alto nivel que tienen asegurada su participación, y debido a la creciente demanda se estableció un sistema de puntos a conseguir en otras carreras, endureciéndose año tras año el número de puntos necesarios. Después de obtenerlos hay que pasar por un sorteo, por lo que todo este proceso en muchos casos puede suponer una espera de 3 o 4 años para conseguir el ansiado dorsal. Que el UTMB es la referencia a nivel mundial lo indica el hecho de que prácticamente todas las demás carreras solicitan estar dentro del sistema de puntuación válido para correrla.

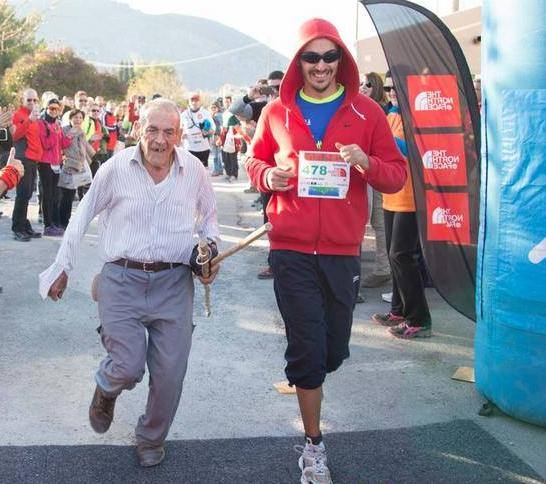
Francisco Contreras Padilla, alias "Super Paco", entrando en meta en la maratón de montaña Falco Trail de 2013.

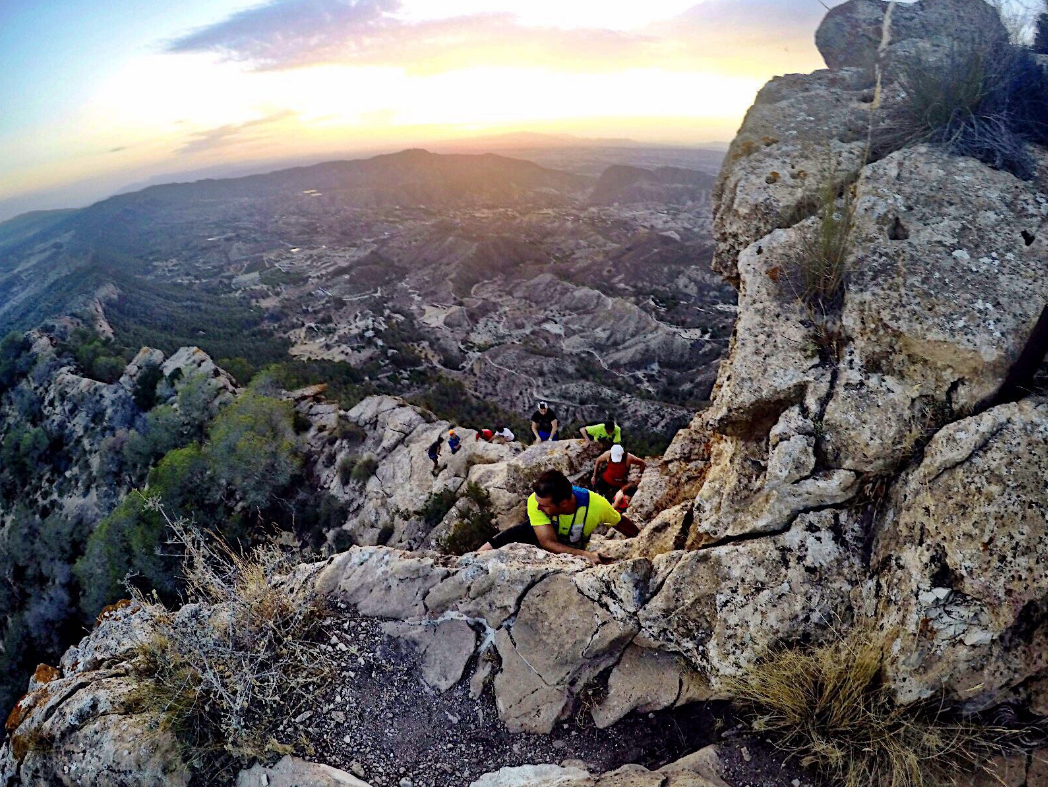
Subida por la cara norte de Columbares (Murcia).

En EE. UU. en la mítica edición de 1994 de Leadville tuvo lugar el duelo entre los mejores ultrafondistas del mundo como Ann Trason y los indios tarahumaras o rarámuris de México, del que fue testigo el difunto Michael Randall Hickman, o Micah True, alias "Caballo Blanco". Esta y otras historias las recogería Christopher McDougall en un libro de referencia para entender el mundo y la motivación de la gente que practica este deporte, y que se convirtió en un superventas "Nacidos para correr". Lo escribió tras un viaje en 2006 para participar en la primera edición organizada por Micah de la Ultra Maratón Barrancas del Cobre, al que asistió junto a un grupo de corredores entre los que se encontraba la leyenda del ultrafondo mundial Scott Jurek. El tarahumara Arnulfo Quimare se alzó con la victoria, aunque Jurek volvería al año siguiente para darse la revancha y proclamarse campeón de la segunda edición.
Al ser el medio natural de esta disciplina la montaña, tradicionalmente la organización de los ultra trails ha estado ligada a la Federación Española de Deportes de Montaña y Escalada (FEDME), proviniendo parte de sus corredores de este mundo. No obstante el trail running fue declarada nueva disciplina del atletismo en 2015 y otra parte de corredores procede de aquí. Desde la Real Federación Española de Atletismo (RFEA) se han empezado a organizar carreras de montaña, aunque en general con un perfil menos montañero. 
España es una potencia a nivel mundial con innumerables figuras de altísimo nivel como Luís Alberto Hernando o el más mediático y polifacético Kilian Jornet, aunque si algo caracteriza a este deporte es la posibilidad de que cualquier corredor popular pueda competir junto a las grandes figuras. Al ser un deporte joven que se ha desarrollado en las últimas décadas y desenvolverse en un medio hostil todavía mantiene un ambiente de compañerismo, donde lo importante es el esfuerzo realizado y se valora tanto al primero en llegar a meta como al último. Este espíritu alejado de la élite se mantiene en carreras tan prestigiosas como la Hardrock 100 en Colorado, en la que sus escasas 140 plazas se asignan por estricto sorteo, sin existir reservas para los profesionales.
Hay corredores populares muy conocidos como Paco Cartámara o "Super Paco", que falleció en 2019 con 81 años, edad en la que seguía compitiendo, teniendo 20.000 seguidores en Facebook y terminando carreras de más de cien kilómetros en un tiempo que harían palidecer a muchos veinteañeros, realizadas todas después de que a los 60 años y tras una vida sedentaria, el médico le detectara el colesterol alto. Llamaba mucho la atención no solo por su avanzada edad, sino porque en un mundo de material de última tecnología, corría con la ropa y el calzado con el que trabajaba su huerto, en pantalones y camisa de vestir, sombrero de paja y un par de ramas talladas como bastones.